# Воєнна розвідка
Воєнна ро́звідка[джерело?] (англ. Military intelligence, також Defense intelligence) — спеціальна служба, один з учасників розвідувального співтовариства держави, яка здійснює розвідувальну діяльність у воєнній, воєнно-політичній, воєнно-технічній, воєнно-економічній, інформаційній і екологічній сферах. На відміну від політичної розвідки, воєнна розвідка як правило не є самостійною організацією, а підпорядковується Міністерству оборони (США, країни НАТО, Україна) або Генеральному штабу (Росія, деякі країни СНД, Китай).

## Типова структура і задачі
Воєнна розвідка складається з основного розвідувального органа, на який покладається добування, аналіз, узагальнення та надання розвідувальної інформації, необхідної для визначення концепції розвитку збройних сил, підготовки стратегічних планів їх застосування і проведення військових операцій, вищому державному і військовому керівництву, координація діяльності розвідувальних органів видів збройних сил, керівництво апаратами військових аташе в іноземних країнах, організація взаємодії і обміну інформацією з іншими спецслужбами держави, а також здійснення спеціальних заходів, спрямованих на підтримку національних інтересів і державної політики у воєнно-політичній, військовій і військово-технічній сферах, протидії зовнішнім загрозам національній безпеці держави. Крім центрального розвідувального органа, до складу воєнної розвідки входять і підпорядковуються йому розвідувальні органи видів збройних сил, частини і підрозділи, сили і засоби воєнної розвідки.
Згідно із Законом України «Про розвідувальні органи України» розвідувальним органом Міністерства оборони України є Головне управління розвідки Міністерства оборони України.

## Воєнна розвідка як вид бойового забезпечення військ
Як вид бойового забезпечення воєнна розвідка (англ. Intelligence-gathering) це сукупність заходів військового командування, штабів усіх ступенів, і дій військ (сил), що здійснюються з метою добування розвідувальних даних про військово-політичну обстановку в окремих країнах і коаліціях держав ймовірного або дійсного противника, їх збройні сили та військово-економічний потенціал, чисельність особового складу, дислокацію, стан, характер дій, наміри угруповань військ (сил), їх сильні та слабкі сторони, а також про театр воєнних дій. Воєнна розвідка ведеться у всій смузі (операційній зоні) бойових дій військ (сил), на флангах і на всю глибину їх бойових завдань. Розвідка планується, організується і ведеться з метою виключити раптовість дій противника і здобути розвідувальні відомості, необхідні для ефективного застосування військ (сил), засобів ураження і радіоелектронного подавлення. 

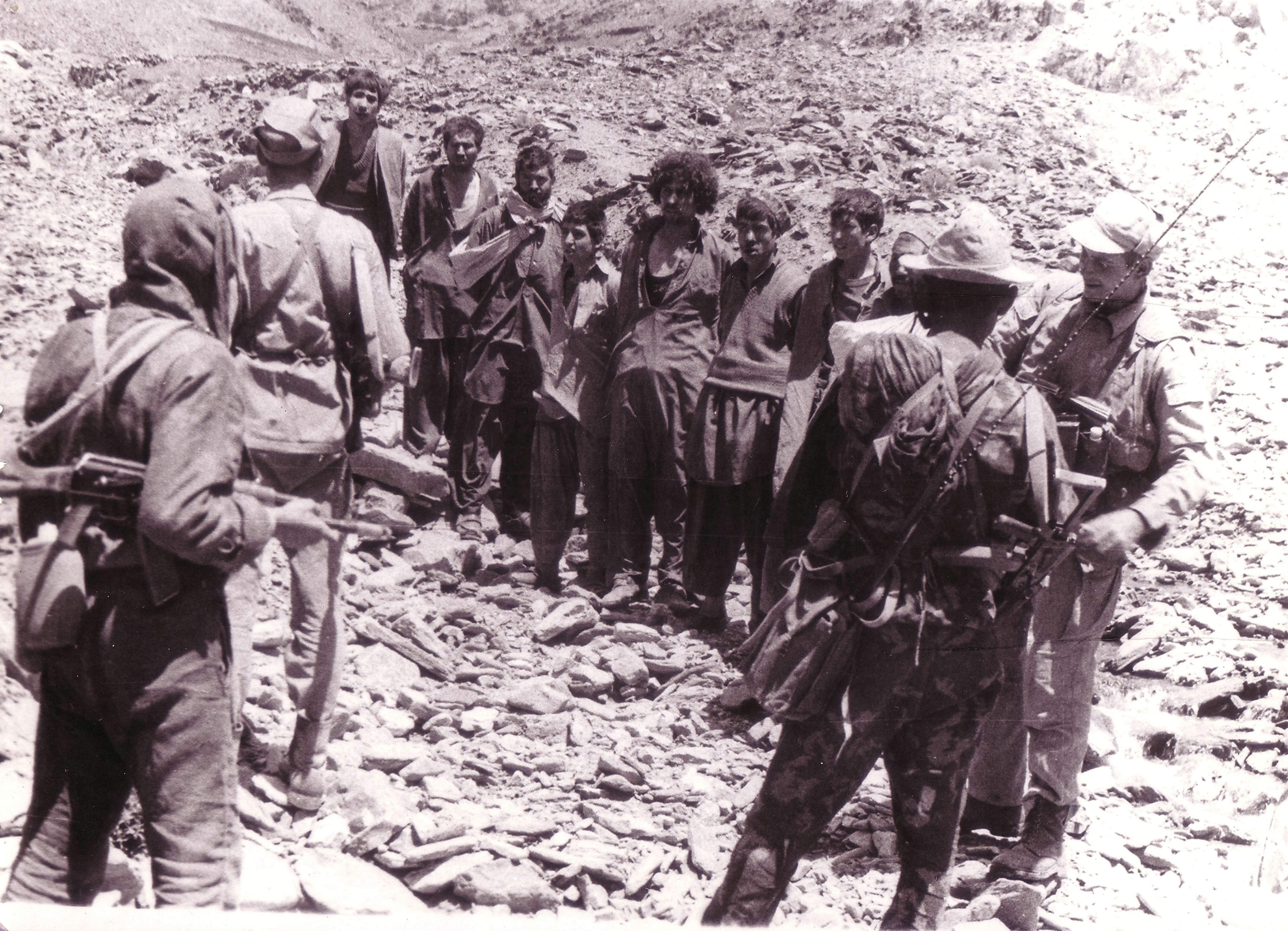
Радянська розвідувальна група СпП допитує полонених афганських моджахедів. 1987 рік

Основними вимогами до воєнної розвідки є цілеспрямованість, безперервність, активність, оперативність (своєчасність), скритність, достовірність, точність визначення координат об'єктів розвідки (цілей).
Основними способами добування розвідувальних відомостей є спостереження (стеження), підслуховування, фотографування (копіювання), радіоперехоплення, технічний аналіз випромінювань радіоелектронних засобів, місцевизначення об'єктів, пошук, наліт, засідка, розвідка боєм, опитування місцевих мешканців, допит полонених і перебіжчиків, вивчення захоплених у противника документів, техніки і озброєння.
Планування розвідки здійснюється на основі рішення командувача (командира), поставлених ним завдань, вказівок начальника штабу і розпоряджень з розвідки вищого штабу з урахуванням наявних даних про противника, стану сил і засобів розвідки та їх можливостей. До сил і засобів розвідки відносяться штатні розвідувальні частини і підрозділи, а також розвідувальні органи, що виділяються з їх складу зі штатною розвідувальною і бойовою технікою, зброєю і засобами управління. Завдання на розвідку ставляться розпорядженнями з розвідки та бойовими розпорядженнями, які розробляються для кожного підрозділу окремо у формі текстового або графічного документа.

## Види воєнної розвідки

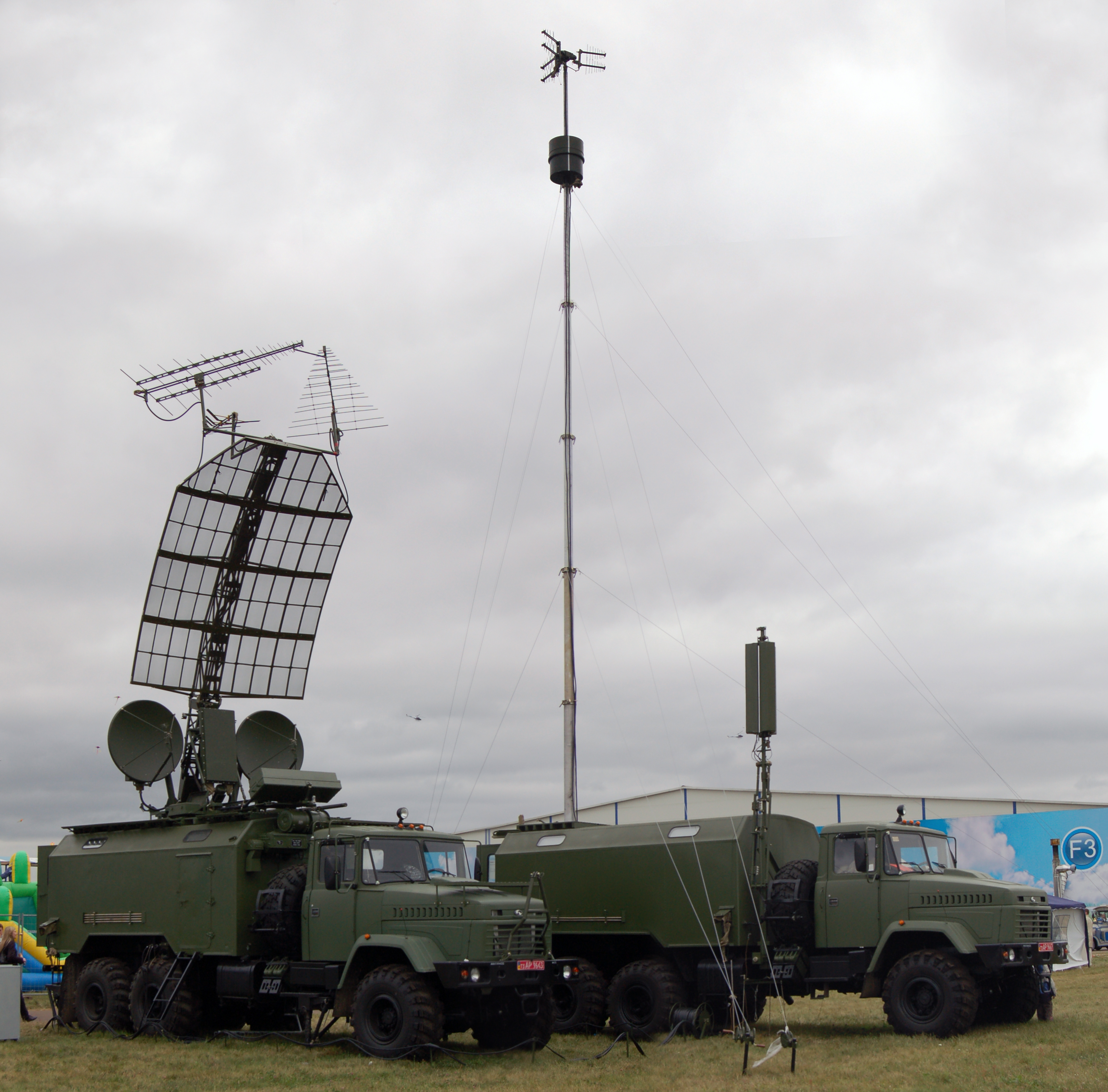
Станція радіотехнічної розвідки «Кольчуга»

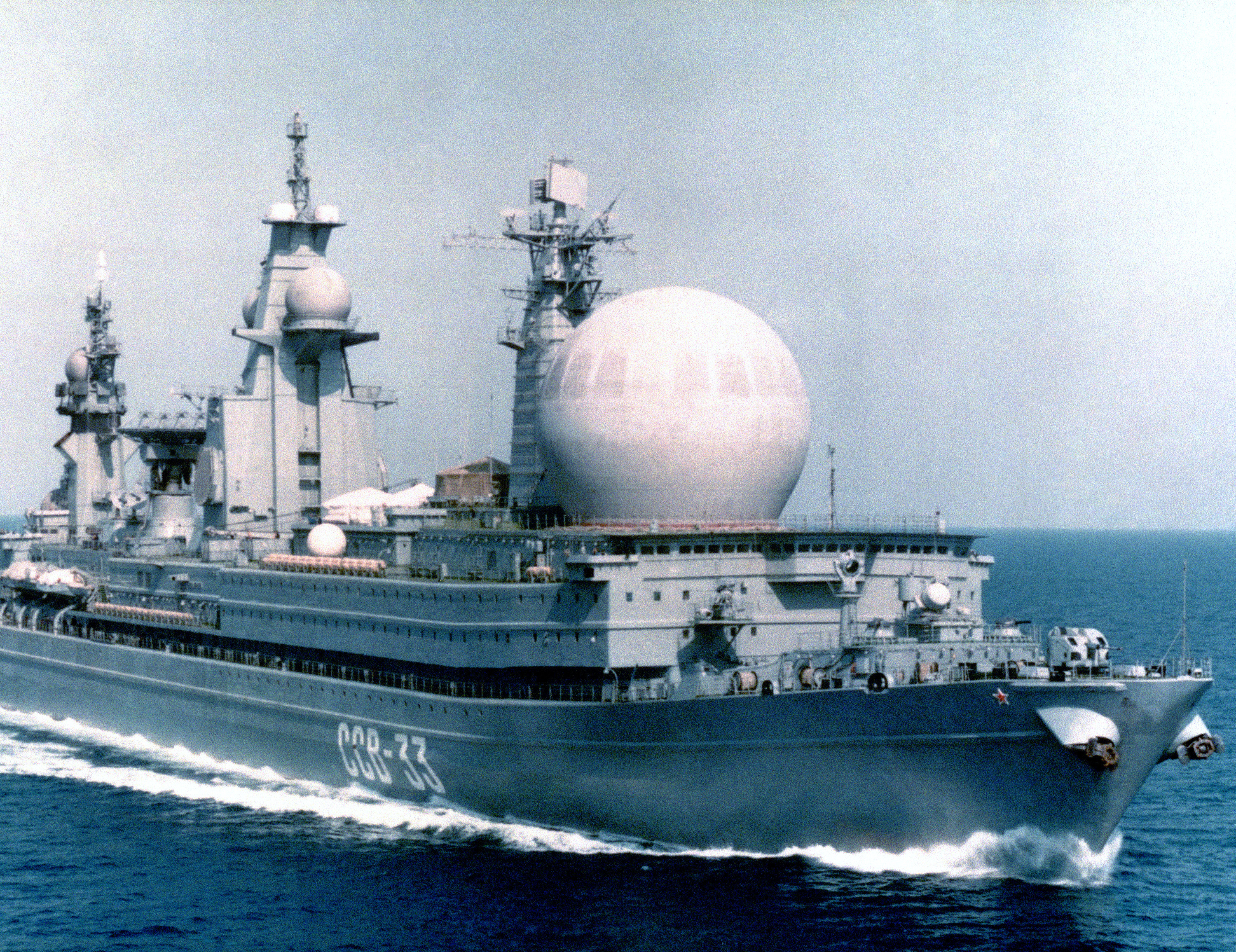
Великий атомний розвідувальний корабель «Урал»

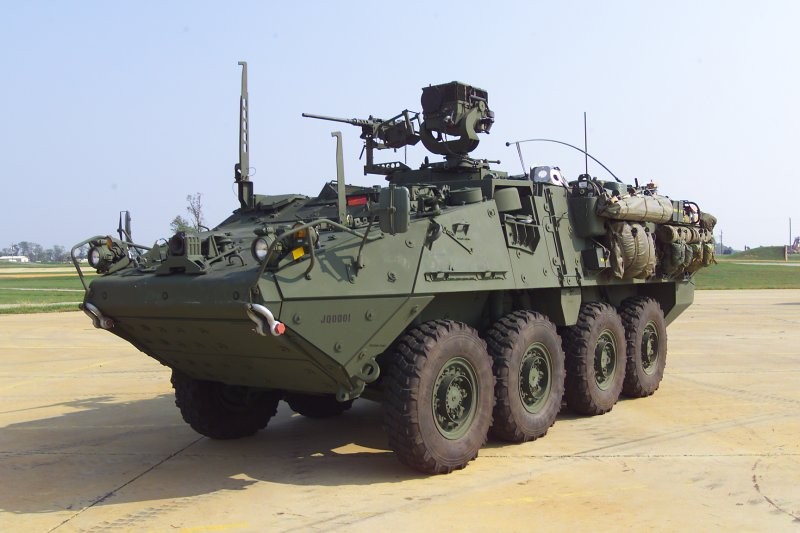
Бойова розвідувальна машина M1127 Stryker

### За характером завдань
Залежно від масштабу поставлених завдань і призначення воєнна розвідка поділяється на три складові частини:
- стратегічна розвідка — добування даних про стан, склад, дислокацію збройних сил ймовірного або дійсного противника, на різних театрах воєнних дій, його погляди на характер і способи ведення війни, військово-економічний потенціал, стан і перспективи розвитку збройних сил, озброєння і військової техніки, заходи щодо безпосередньої підготовки до війни і плани її ведення, обладнання ТВД тощо. Організується вищим військовим керівництвом і здійснюється органом воєнної розвідки держави[6].
- оперативна розвідка — добування розвідувальних даних, необхідних для підготовки і проведення операцій. Організується командувачами і штабами об'єднань, здійснюється їх розвідувальними органами і підпорядкованими силами і засобами розвідки[6].
- тактична розвідка — добування розвідувальних даних, необхідних для підготовки і успішного ведення бою. Організується командирами і штабами з'єднань, частин і підрозділів, начальниками родів військ (сил), спеціальних військ і служб з'єднань і частин усіх видів збройних сил[6].

### За сферами діяльності
Наземна, морська (корабельна), повітряна і космічна розвідка. Інколи дві останні об'єднуються в єдиний комплекс аерокосмічної розвідки.

### За способами вирішуваних завдань і призначенням
В залежності від специфіки вирішуваних завдань і способів ведення, а також від джерел отримання інформації поділяється на:
- агентурна розвідка — добування відомостей про стан збройних сил, військово-економічний потенціал і мобілізаційні можливості противника, обладнання ТВД з допомогою агентурної мережі — спеціально завербованих нелегальних таємних агентів а також розвідників, які діють під дипломатичним прикриттям. Основне завдання агентурної розвідки — отримання доступу до найбільш важливих секретів, об'єктів, а також збір відомостей, добування документів, зразків виробів, які неможливо придбати неагентурним шляхом. Ведеться як в мирний час так і з початком військових дій.
- спеціальна розвідка — спосіб ведення розвідки, коли в глибокий тил противника засилаються спеціально підготовлені розвідувально-диверсійні групи спеціального призначення. Ведеться як з використанням агентурних методів так і способів дій, притаманних військовій розвідці. Крім виконання розвідувальних завдань на РГ СпП можуть покладатися завдання здійснення диверсій на важливих військових і промислових об'єктах противника. Ведеться в загрозливий період і з початком військових дій.
- радіоелектронна розвідка — збір розвідувальної інформації на основі прийому і аналізу електромагнітних випромінювань радіоелектронних засобів противника. РЕР використовує як перехоплені сигнали із каналів зв'язку, так і здійснює технічне розпізнавання об'єктів по випроміненням РЛС, станцій РЕБ і подібних пристроїв. Підрозділяється на радіо, радіотехнічну, радіолокаційну, гідроакустичну розвідку. Здійснюється радіотехнічними частинами особливого призначення як в мирний так і в воєнний час.
- військова́ розвідка — різновид бойового забезпечення, тактична розвідка частин сухопутних військ. Призначена для добування розвідувальних даних, необхідних для підготовки і успішного ведення бою в тактичній ланці частинами і підрозділами при безпосередньому зіткненні з противником, для чого в їх складі формуються розвідувальні підрозділи від розвідувального взводу (в батальйоні) до розвідувального батальйону (в бригаді) включно. Ведеться способами спостереження, підслуховування, пошуку, нальотами, засідками, опитуванням місцевих мешканців і допитами полонених, розвідкою боєм.

В інтересах різних видів забезпечення військ організується артилерійська, інженерна, РХБ-розвідка, а також топографічна, гідрометеорологічна, гідрографічна, тилова, медична, технічна розвідка та ін.

### За характером застосовуваних технічних засобів
Радіолокаційна, оптико-електронна(стабілізатори), оптична, звукова, гідроакустична, сейсмоакустична, геофізична, магніто-електрична розвідка та ін.

## З історії воєнної розвідки України
Воєнна розвідка як система заходів бойового забезпечення військ виникла в глибоку давнину одночасно з появою воєнних (бойових) дій. І українці в цьому процесі ніколи не пасли задніх.

### Розвідка Запорізької Січі
У наукових дослідженнях періоду Хмельниччини зазначається, що у цей час козацька розвідка була однією з найефективніших у тогочасній Європі. У той же час документальних свідчень функціонування на Січі у зазначений період окремого розвідувального відомства не виявлено. Натомість у хроніці часів козаччини є письмові згадки про розвідувальну діяльність, що сприяла втіленню стратегічних планів, та ієрархію осіб, які брали участь в організації цієї справи.
Створення розвідувальної системи було започатковане запорожцями у XVI столітті з метою попередження збройних нападів кримських татар. Для цього вживали заходів щодо організації отримання відомостей про дії татарських загонів ще до моменту їх появи на кордонах земель Війська Запорізького.

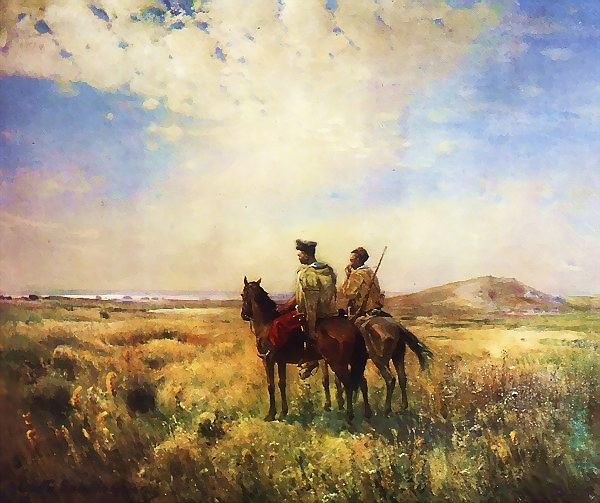
Сторожа запорозьких вольностей. Картина С. І. Васильківського.

Для забезпечення необхідною розвідувальною інформацією у структурі Війська Запорізького виникли органи, які безпосередньо відповідали за організацію й виконання завдань розвідки. Це забезпечувало максимальну ступінь дієвості і таємності ведення розвідки. Організація й загальне керівництво розвідувальною діяльністю здійснювались Старшинською радою, в якій на відміну від Військової ради, брала участь обмежена кількість козаків: вищий керівний склад й окремі старшини.
Структура воєнної розвідки Війська Запорізького не мала чітких форм і ознак. У плануванні розвідки безпосередньо брали участь військовий писар, військовий осавул та військовий товмач. Враховуючи широке коло обов'язків цієї старшини, вони здійснювали тільки загальну організацію й планування заходів розвідки й контррозвідки. Зокрема, військовий осавул керував розвідувальною діяльністю козацьких загонів на кордоні Запоріжжя. Спільно з військовим довбишем він здійснював взаємне інформування Кошу про діяльність іноземців. На підставі інформації, яка надходила від різних джерел, організовувалось приховане спостереження за ними. Військовий писар збирав розвідувальні відомості від різних джерел. Знаючи декілька іноземних мов, перекладав найбільш цікаву інформацію, яка надходила від іноземців, опрацьовував її, аналізував та доповідав отримані дані кошовому отаману. У XVII столітті у Війську Запорозькому для виконання завдань розвідки були введені посади товмачів. Відповідна мовна підготовка дозволяла товмачам переглядати майже всі іноземні документи, які надходили до Запорозької Січі, та, при потребі, виконувати розвідувальні завдання в іноземних державах.
Особлива увага козацькою розвідкою приділялася своєчасному розкриттю місця розташування головних сил противника, наявності артилерії й кінноти, місця головного пункту управління. Ретельно вивчався склад військ противника, способи управління ними, чисельність й озброєння, фізичний й моральний стан особового складу. Крім того, розвідці необхідно було визначити обсяги продовольчих запасів і матеріальних ресурсів, можливості їх поповнення, уточнити відомості про проведені раніше бойові дії військ противника під час здійснення маршу, а також наявність в обозі поранених, хворих, стан возів тощо.

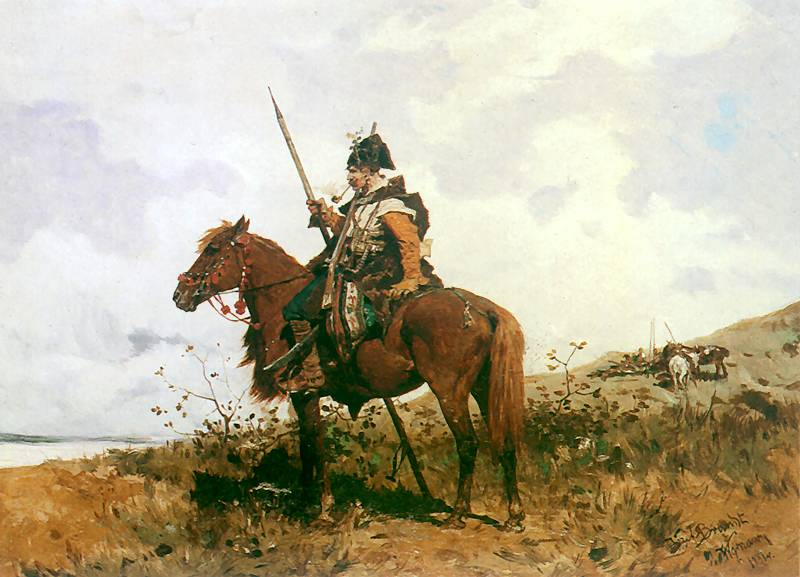
Козацький роз'їзд. Картина Юзефа Брандта «Козак на коні»

Чисельність та активність козацької розвідки залежала від військово-політичної обстановки в суміжних країнах. Наприклад, на початку 1750-х кількість запорізьких козаків, що здійснювали охорону та розвідку на кордонах Війська Запорізького становила 773 особи. Із зростанням турецької загрози станом на 4 вересня 1769 року чисельність козаків, які забезпечували охорону кордонів Війська тільки на південному напрямку, становила 1274 особи.
Для виконання найскладніших розвідувальних завдань у Війську Запорізькому існував спеціальний підрозділ — Пластовий курінь. Команди пластунів чисельністю від 3 до 10 досвідчених козаків формувались для ведення диверсійно-розвідувальної діяльності в тилу ворога й на маршрутах висування його головних сил. Вони висилались для ведення розвідки у тил противника за декілька днів до виступу запорожців в похід. Для розвідки створювались також стаціонарні спостережні пости — бекети і рухомі роз'їзди. Бекети розташовувались уздовж південного кордону Запоріжжя та призначались для ведення спостереження, своєчасного виявлення військ противника й оповіщення Кошу та місцевого населення. Роз'їзні козаки висилались на кордон або діяли попереду головних козацьких сил під час походу. Склад бекету чи роз'їзду зазвичай був 2-3 козака. У 1755 році в курені було 441 пластун, у 1759 році — 541, у 1769 році — 269. Кожний пластун-розвідник мав відповідні навички, які в подальшому постійно вдосконалювались.

### Початок XX століття. Розвідка Армії УНР
Протягом XIX столітті в арміях більшості європейських держав сформувалися спеціальні вповноважені органи, призначені для організації і ведення розвідки. Визначилося і поняття воєнної розвідки. Енциклопедичний словник Брокгауза і Єфрона (1907 рік) дає таке визначення розвідки: «Розвідка воєнна — збір відомостей про ворога, його сили, засоби, наміри, готовності до бою і про місцевість. Розвідка здійснюється не тільки у воєнний час, але й у мирний. У мирний час розвідка має на меті можливо точне ознайомлення з сусідніми державами, із станом їх збройних сил і шляхів сполучення, особливо у прикордонній смузі, з проектуємою ними системою оборони, з мобілізаційними планами тощо. Засобами для цього є вміст у постійній справності карт і статистичних даних та організація офіційної і таємної військової агентури. Кожна держава має в багатьох інших державах при посольствах і місіях офіційних військових і морських агентів з офіцерів сухопутного і морського відомства. Усі відомості, що від них надходять, зосереджуються в особливих розвідувальних бюро генерального штабу… У воєнний час засоби розвідки значно різноманітніші (шпигуни, опитування місцевих жителів, перебіжчиків, полонених і, врешті, рекогносцировки, або розвідка, що здійснюється самими військами)… Рекогносцировки повинні здійснюватися з щонайможливою обережністю, швидко і таємно. З огляду на те, що противник намагається приховувати свої сили, розташування і наміри, судити про все це при рекогносцировці доводиться в більшості випадків на підставі непрямих ознак, званих військовими прикметами. Військові прикмети нескінченно різноманітні (густота і напрям пилу, колір мундирів, номери на ґудзиках, ступінь виснаження відсталих ворожих солдат, стан і число трупів палих коней, кинуті вози, довжина позицій, виправлення ворогом доріг, руйнування мостів та ін.)».
З постанням у 1917 році незалежної української держави і початком формування структур Армії Української Народної Республіки виникла потреба в створенні органів розвідки збройних сил: постійна потреба в повній та об'єктивній інформації для аналізу та оцінки військово-політичної обстановки, яка складалася на території України та за її межами, насамперед в інтересах забезпечення бойових дій, диктувала необхідність військово-політичному керівництву України створити таку структуру розвідки, яка б відповідала умовам часу.

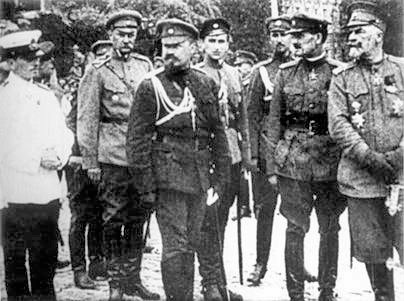
Службовці воєнного міністерства Української Держави. Крайній праворуч — воєнний міністр генерал Олександр Рогоза

Воєнна розвідка Збройних сил Української держави у 1917–1921 роках здійснювалася з метою добування розвідувальних відомостей, які дозволяли виключити раптові дії противника та забезпечували готовність сил для виконання бойових завдань у стислий термін. За таких умов головними завданнями розвідки на оперативно-стратегічному рівні були:
- своєчасне виявлення підготовки військ противника до початку воєнної агресії проти України;
- встановлення місцезнаходження військ противника та готовності його до початку агресії (воєнних дій);
- отримання даних про склад, стан, характер дій військ противника, його структуру й елементи бойового порядку;
- проведення заходів, спрямованих на дезорганізацію дій противника, виведення з ладу його інженерних споруд, вогневих засобів, бронепоїздів, кінноти й транспортних засобів;
- вивчення морального стану військ противника й мирного населення в районах майбутніх бойових дій.

Загальне керівництво розвідкою та визначення головних напрямів розвідувальної діяльності здійснював Голова Ради Народних Міністрів УНР, а безпосередньо постановку завдань щодо організації та планування воєнної розвідки — міністр військових справ через начальника Українського генерального військового штабу. Надалі загальне планування і організацію воєнної розвідки здійснював розвідувальний відділ Головного управління Генерального штабу (ГУГШ). Він забезпечував уряд та військове командування розвідувальними даними про діяльність іноземних армій, планів противника, визначав завдання розвідки підпорядкованим частинам та з'єднанням, керував діяльністю агентурної розвідки.
Ведення легальної розвідки здійснювалося військовими агентами та їх помічниками згідно з «Інструкцією закордонним військовим агентам при представництвах (по частині розвідочній)» від 31 травня 1918 року. Інструкція визначала обов'язки військових агентів, порядок та строки надсилання розвідувальної інформації й форми складання розвідувального донесення. Стратегічна агентурна розвідка також велась закордонною агентурною мережею. На оперативному рівні — спеціальними органами (пересувними агентами) від військових з'єднань регулярної армії та агентурними точками чисельністю від одного до трьох агентів, як правило, мешканців населеного пункту через який проходили основні шляхи пересування військ. Точки були зв'язані з відповідними опорними агентурними пунктами, в яких зосереджувалась розвідувальна інформація.

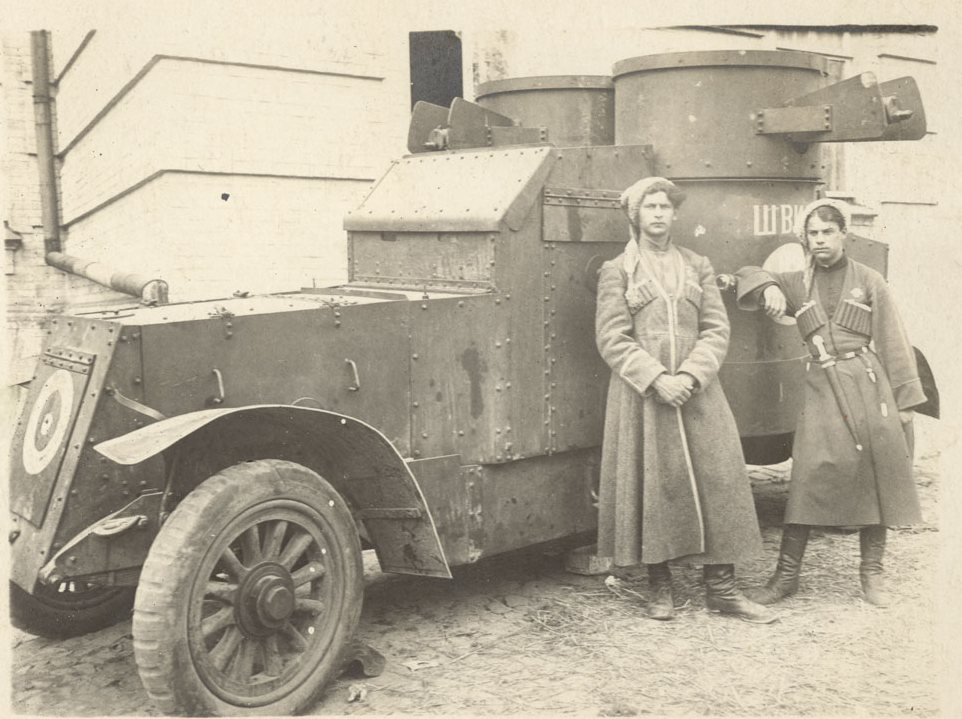
Гайдамаки біля панцерника «Швидкий». Гайдамацький кіш Слобідської України

Відсутність безпосередньо підпорядкованих розвідувальному відділу ГУГШ сил та засобів розвідки (окрім органів агентурної розвідки) вимагала від його керівництва постановки розвідувальних завдань безпосередньо військам. Планування розвідки, розподіл розвідувальних завдань, керівництво силами розвідки здійснювали розвідувальні відділи при штабах з'єднань. У штабах дивізій і полків також були призначені офіцери, які здійснювали організацію розвідки більш детально, в інтересах своїх частин та з'єднань. Відповідно до положень «Статуту польової служби» Армії УНР від 29 червня 1920 року, кожний командир підрозділу, частини або з'єднання відповідав за своєчасне розвідувальне забезпечення та виконання поставлених йому завдань.
Для ведення військової розвідки створювались постійні або тимчасові розвідувальні підрозділи:
- розвідувальні загони (діяли у складі не менше 100–150 кіннотників, вели розвідку в усіх видах бою на найбільш важливих напрямках; глибина розвідки — до 25 км);
- кінні розвідувальні роз'їзди (діяли, як правило, у складі 10-30 кавалеристів, на відстані до 15 км попереду головних сил й на флангах, та до 10 км від розвідувального загону; головним завданням роз'їздів було здійснення спостереження за місцевістю й опитування місцевого населення);
- розвідувальні дозори (діяли в складі до 10 осіб та вели розвідку на глибині від свого переднього краю до 5 км в усіх видах бою);
- секрети, спостережні пости (2-3 військовослужбовці; виставлялись при веденні оборони та розташуванні військ).

Для ведення артилерійської розвідки створювались артилерійські спостережні пункти (АСП) та формувались розвідувальні партії. АСП призначались зі складу гарматних полків чи батарей для виявлення й визначення координат вогневих засобів ураження противника, коригування вогню своєї артилерії.

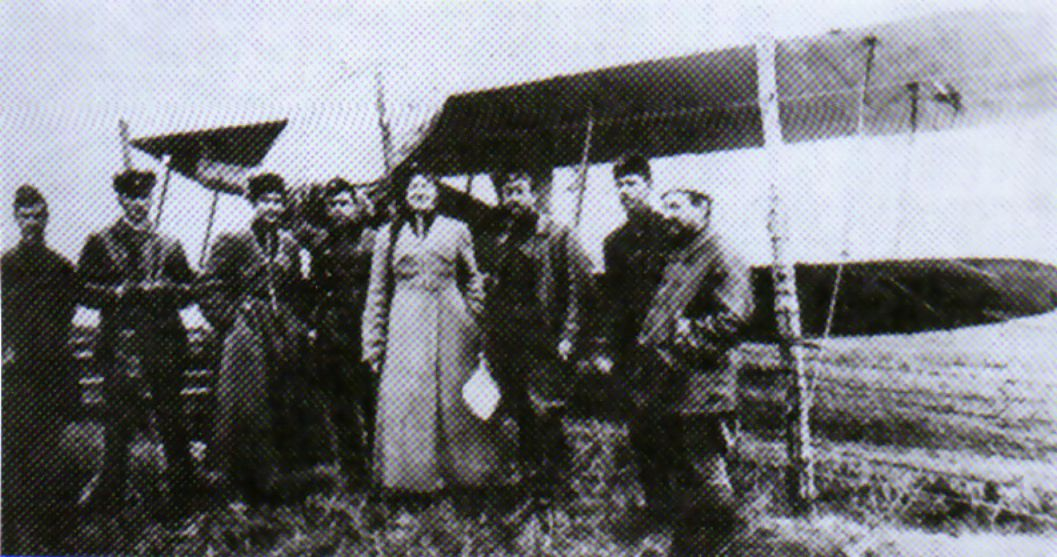
Старшини 1-го Українського (Запорізького) авіаційного загону. Березень 1919 року

Для ведення повітряної розвідки використовувались бойові або спеціально обладнані для ведення розвідки літаки. Один літак-розвідник міг вести розвідку на глибину до 150 км від переднього краю своїх військ. Результати спостереження за наслідками артилерійської стрільби, виявлення резервів противника тощо, передавались терміново безпосередньо командирам наземних частин.
Плануванням морської розвідки здійснювала Військово-морська управа. Організація і ведення морської розвідки здійснювались згідно з законом «Про призначення військово-морських агентів при посольствах Української держави» від 4 липня 1918 року. Українські військово-морські аташе діяли в Австро-Угорщині, Німеччині, Румунії, Туреччині.
З приходом до влади Гетьманату, керівництво Української Держави зберегло кадри воєнної розвідки, запровадило заходи з вдосконалення її системи. В цей час для здобуття різнопланової військової, воєнно-політичної та військово-технічної інформації щодо країн імовірного чи дієвого противника широко використовувалися різні форми агентурної роботи, технічні засоби, насамперед радіоперехоплення, авіація. Налагоджувалася діяльність представницьких резидентур закордонного відділу Генштабу. Розвідувальна діяльність часів Директорії не тільки зберегла в основному напрями, форми та методи збору таємної інформації Гетьманатом, але й розвинулася в організаційному відношенні як в горизонтальному, так і вертикальному вимірах. Оперативніше здійснювалося інформаційне забезпечення Армії УНР на тактичному й стратегічному рівнях. З цього приводу дослідник Я.Тинченко зазначає: «…українська розвідка іноді мала дані про червоні та білі війська більш точні, ніж навіть їхні командування».

### Становлення воєнної розвідки незалежної України
Після розпаду Радянського Союзу і проголошення незалежності України вище керівництво держави одним з першочергових завдань вважало формування самодостатньої системи воєнної розвідки: одночасно із формуванням Збройних сил розпочалось створення системи воєнної розвідки України.
Структура воєнної розвідки України фактично створювалася на основі комплекту сил і засобів розвідки Київського, Одеського, Прикарпатського військових округів, 17-ї повітряної армії, армії ППО, частково Чорноморського флоту та з'єднань і частин розвідки центрального підпорядкування. Організаційне ядро, що готувало необхідні розпорядчі документи та формувало засади існування воєнної розвідки України, увійшли офіцери, які проходили службу в системі розвідки радянських угруповань військ на території України, а також офіцери-розвідники, що повернулись на Батьківщину з інших регіонів колишнього Радянського Союзу.

Емблема Головного управління розвідки МО України

У зв'язку з тим, що існуюча на території України сукупність органів управління, сил та засобів воєнної розвідки, хоча і дала можливість забезпечити існування прототипу системи воєнної розвідки та її інформаційної складової, проте не могла вирішувати увесь комплекс завдань, притаманних системі воєнної розвідки держави, було прийнято рішення про формування органів управління воєнною розвідкою: основні зусилля були зосереджені на об'єднанні під єдиним керівництвом структур розвідки видів збройних сил, налагодженні системи розвідки мирного часу.
Офіційно воєнна розвідка України веде свій родовід з 7 вересня 1992 року, коли Президент України підписав Указ про створення Управління воєнної стратегічної розвідки Міністерства оборони України.
22 березня 2001 року Верховна Рада України прийняла закон «Про розвідувальні органи України» — Головне управління розвідки Міністерства оборони України одержало статус спеціального органу державної влади.
Сьогодні компактна і мобільна структура воєнної розвідки стала важливою частиною системи забезпечення національної безпеки України. Співробітники розвідувальних органів Збройних сил, незалежно від рівня фінансування, вирішують ті завдання, які ставить перед нею держава: інформаційне забезпечення органів влади, вищих осіб держави стосовно національної безпеки країни.

## 7 вересня—День воєнної розвідки України
Наказом Міністра оборони України № 302 від 1 червня 2007 року «Про встановлення Дня воєнної розвідки України» з метою виховання у військовослужбовців патріотизму, вірності військовій присязі та бойовим традиціям, підтримання на високому рівні престижу військової служби в органах військового управління, з'єднаннях та військових частинах розвідки Міністерства оборони України та Збройних Сил встановлено День воєнної розвідки України, який відзначається щорічно 7 вересня. Це свято в попередні роки було виключно відомчим.
7 вересня 2022 року Указом Президента України затверджено як державне свято.